# UFC Fight Night: Arlovski vs. Barnett
UFC Fight Night: Arlovski vs. Barnett lub UFC Fight Night 93 – gala mieszanych sztuk walki organizacji UFC z 3 września 2016 roku, która odbyła się w hamburskiej Barclaycard Arena. W walce wieczoru zmierzyli się dwaj byli mistrzowie UFC w wadze ciężkiej Białorusin Andrej Arłouski i Amerykanin Josh Barnett, a w drugiej walce wieczoru Polak Jan Błachowicz ze Szwedem Alexandrem Gustafssonem.

## Wyniki walk
Karta główna
- Walka w kategorii ciężkiej:  Andrej Arłouski –  Josh Barnett

Barnett zwyciężył przez poddanie w 3 rundzie
- Walka w kategorii półciężkiej:  Jan Błachowicz –  Alexander Gustafsson

Gustafsson zwyciężył przez jednogłośną decyzję sędziów
- Walka w kategorii półciężkiej:  Ilir Latifi –  Ryan Bader

Bader zwyciężył przez KO w 2 rundzie
- Walka w kategorii lekkiej:  Nick Hein –  Tae Hyun Bang

Hein zwyciężył przez jednogłośną decyzję sędziów
Karta wstępna
- Walka w kategorii półśredniej:  Jim Wallhead –  Jessin Ayari[2]

Ayari zwyciężył przez niejednogłośną decyzję sędziów
- Walka w kategorii półśredniej:  Nicolas Dalby –  Peter Sobotta

Sobotta zwyciężył przez jednogłośną decyzję sędziów
- Walka w kategorii koguciej:  Ashlee Evans-Smith –  Veronica Macedo[3]

Evans-Smith zwyciężyła przez TKO w 3 rundzie
- Walka w kategorii koguciej:  Leandro Issa –  Taylor Lapilus

Lapilus zwyciężył przez jednogłośną decyzję sędziów
- Walka w kategorii ciężkiej:  Christian Colombo –  Jarijs Danho

Większościowy remis (2x 28-28, 29-28)
- Walka w kategorii średniej:  Scott Askham –  Jack Hermansson

Hermansson zwyciężył przez jednogłośną decyzję sędziów
- Walka w kategorii lekkiej:  Leonardo Silva –  Rustam Chabiłow[4]

Chabiłow zwyciężył przez jednogłośną decyzję sędziów

## Nagrody bonusowe
Wymienieni poniżej zawodnicy otrzymali dodatkową nagrodę w wysokości 50 000 USD:
- Walka wieczoru →  Andrej Arłouski vs.  Josh Barnett
- Występ wieczoru →  Josh Barnett
- Występ wieczoru →  Ryan Bader